# Belle Jardinière

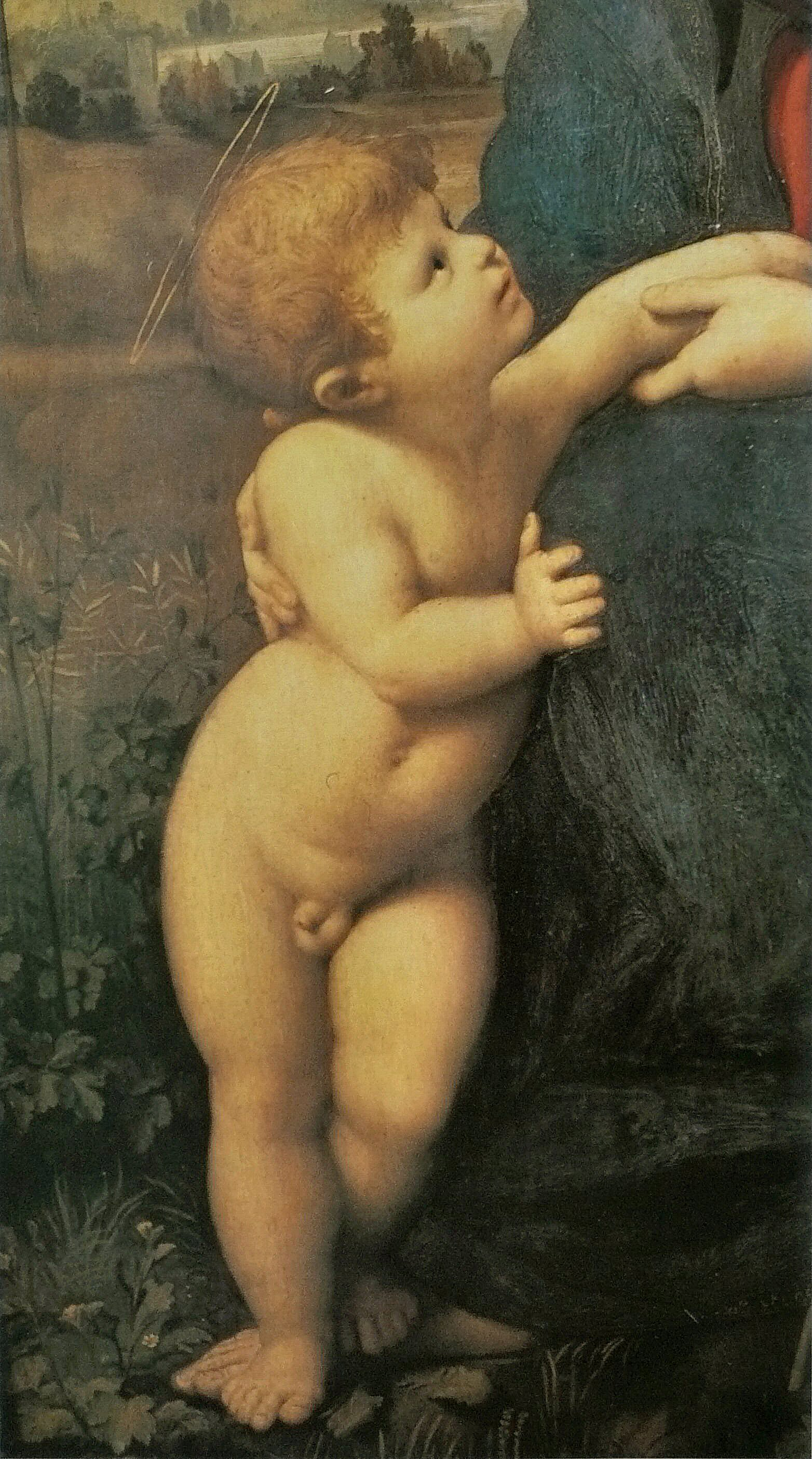
Dettaglio

La Belle Jardinière (Bella giardiniera in italiano) è un dipinto a olio su tavola (122x80 cm) di Raffaello Sanzio, firmato e datato 1507 e conservato nel Museo del Louvre a Parigi.

## Storia
Il nome del dipinto, inventato nell'Ottocento, si riferisce alla bellezza della figura di Maria assisa in un prato che assomiglia a un giardino. L'opera è generalmente identificata con quella che il Vasari citò come eseguita per il senese Mons. Filippo Sergardi, lasciata incompiuta dopo la partenza per Roma (1508) e completata da Ridolfo del Ghirlandaio. In particolare sarebbe stato completato il manto blu di Maria.
A Siena venne acquistato per conto di Francesco I di Francia, che lo fece portare oltralpe. L'opera godette nel tempo di uno straordinario successo e popolarità, tanto che venne copiata come esercizio dai maggiori artisti francesi e stranieri: se ne conservano infatti numerose repliche.

## Descrizione e stile
Immersa in un ampio paesaggio lacustre dall'orizzonte particolarmente alto, punteggiato da alberelli e da segni della presenza umana, si trova la Madonna seduta su una roccia, con appoggiato alle gambe Gesù Bambino; san Giovannino si trova inginocchiato a destra, mentre dirige uno sguardo intenso a Gesù.
La composizione, sciolta e di forma piramidale, con i protagonisti legati dalla concatenazione di sguardi e gesti, deriva con evidenza da modelli leonardeschi, come la Sant'Anna, la Vergine e il Bambino con l'agnellino, ma se ne distacca sostituendo, al senso di mistero e all'inquietante carica di allusioni e suggestioni, un sentimento fresco di calma e spontanea familiarità. Al posto dei "moti dell'animo" reconditi, Raffaello mise in atto una rappresentazione dell'affettuosità, con l'abbraccio tra madre e figlio e le carezze di quest'ultimo sul ginocchio di lei, mentre il Battista si genuflette con rispettosa devozione. A Leonardo rimandano anche il bruno del terreno, punteggiato da specie botaniche indagate con cura, e la resa atmosferica del paesaggio di fondo, che si perde nei vapori della lontananza. Ricordano invece Michelangelo alcuni dettagli come il piedino di Gesù su quello della madre, presente anche nella statua della Madonna di Bruges.
Le pose delle figure sono attentamente studiate a "contrapposto". Maria è ruotata verso sinistra e fa per abbracciare con naturalezza il figlio, il quale si allunga per prendere il libro che essa ha in grembo. Gesù mostra un elegante classicismo, con rimandi alla scultura dell'epoca come la Madonna di Bruges di Michelangelo.
La complessità stilistica, testimoniata da alcuni disegni preparatori in cui venne definita con cura la composizione, non intacca mai l'estrema cordialità e piacevolezza del tema. A tal proposito scrisse la Brizio: «[Raffaello è] al tempo stesso il pittore più apprezzato dagli accademici per la sua scienza compositiva e bella armonia e il più popolare, perché i semplici nelle sue Madonne ritrovano abbellita l'espressione dei propri sentimenti più naturali e più cari».

## Altre immagini

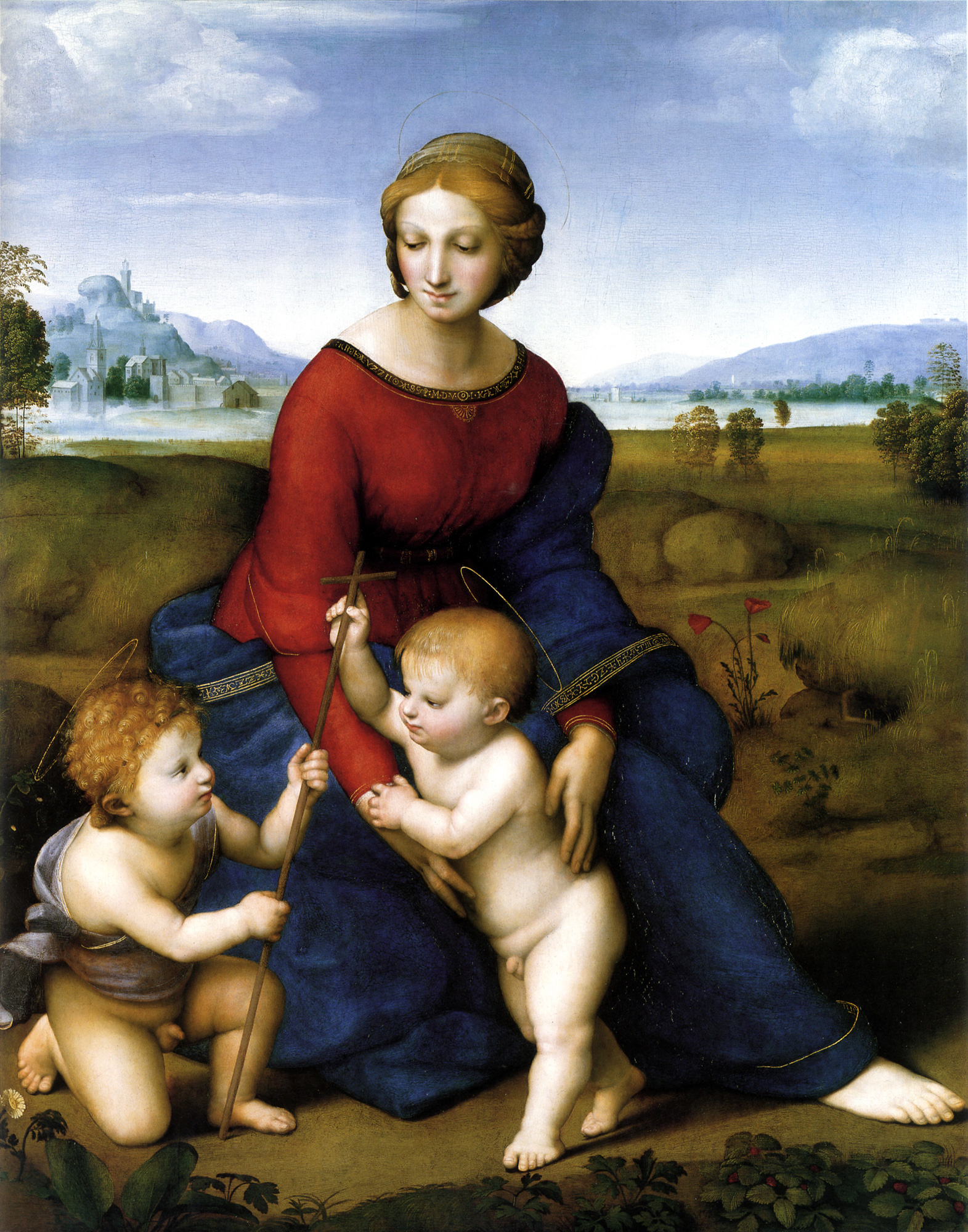
Madonna del Belvedere
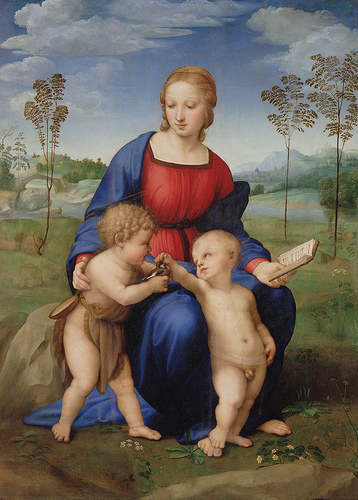
Madonna del Cardellino